# Musashi Ōyama
Musashi Ōyama (japanisch 大山 武蔵 Ōyama Musashi; * 11. September 1998 in Hokkaidō) ist ein japanischer Fußballspieler.

## Karriere
Ōyama erlernte das Fußballspielen in der Schulmannschaft der Sapporo Otani High School. Seinen ersten Vertrag unterschrieb er 2017 bei Cerezo Osaka. Die erste Mannschaft spielte in der höchsten Liga des Landes, der J1 League. Die U23-Mannschaft des Vereins spielte in der dritten Liga, der J3 League. Für die U23-Mannschaft absolvierte er 41 Ligaspiele. In der ersten Mannschaft kam er nicht zum Einsatz. Nach Vertragsende bei Cerezo war er vom 1. Februar 2020 bis 14. Oktober 2020 vertrags- und vereinslos. Am 15. Oktober 2020 verpflichtete ihn der Viertligist FC Osaka. Für den Verein, der in der Präfektur Osaka beheimatet ist, absolvierte er 34 Viertligaspiele. Im Januar 2022 wechselte er in die dritte Liga, wo er einen Vertrag bei Kataller Toyama unterschrieb. Am Ende der Saison 2024 belegte er mit dem Verein den dritten Platz und qualifizierte sich für die Aufstiegsspiele. Hier spielte man im Finale gegen Matsumoto Yamaga 2:2-Unentschieden. Da Katallar in der regulären Spielzeit den dritten Platz belegte, stieg man in die zweite Liga auf.